# Železniční nehoda u Šakvic
Železniční nehoda u Šakvic je druhé nejtragičtější železniční neštěstí české historie. Došlo k ní v noci na Štědrý den roku 1953 u stanice Šakvice na trati Brno – Břeclav, kde došlo ke srážce osobního vlaku s rychlíkem. Při nehodě zemřelo 103 lidí, dalších 83 lidí bylo zraněno. Na vině byla hrubá nedbalost lokomotivní čety rychlíku, která byla silně opilá. Počtem obětí se v té době jednalo o zdaleka nejhorší nehodu v českých (i československých) dějinách, o 7 let později ji překonala nehoda u Stéblové.

## Příčiny nehody
Dne 24. prosince nad ránem narazil rychlík jedoucí z Brna v plné rychlosti do osobního vlaku, který stál v Šakvicích. Jeden z vykolejených vagonů poté poškodil také z opačného směru přijíždějící rychlík z Bratislavy. Při nehodě zemřelo 103 lidí, dalších 83 bylo zraněno. Jiný zdroj uvádí 106 mrtvých a 102 zraněných.
Podle vyprávění přímého účastníka nehody byl osobní vlak plný lidí, kteří museli stát i v uličkách. Osobní vlak vyjížděl z Brna do Břeclavi okolo půl druhé ráno. V době, kdy vlak asi 200 metrů od stanice Šakvice zastavil kvůli uvolnění koleje na nádraží a někteří lidé v domnění, že jsou již v cílové stanici, začali vystupovat, vrazil do něj zezadu plně rozjetý rychlík, tažený parní lokomotivou. Devět zadních vagónů osobního vlaku bylo převráceno, u rychlíku byly převráceny tři vagóny.

## Vyšetřování a situace po nehodě
Z vyšetřování, které trvalo několik měsíců, a z archivu Českých drah vyplývá, že strojvůdce rychlíku se před jízdou společně s topičem a vlakvedoucím opil červeným vínem, před nehodou usnul a minul několik varovných návěstí. Krátce před nehodou projížděl rychlík stanicí Vranovice rychlostí 90 km/h v úseku, kde byla dovolena pouze rychlost 40 km/h.
Kvůli kriminalitě a případům hyenismu, kdy lidé okrádali mrtvé o hodinky a peněženky, musela místo neštěstí následující den po nehodě uzavřít a hlídat armáda. U soudu dostali strojvedoucí Ambrož Růžička pět let, topič Štefan Adamec čtyři roky a vlakvedoucí Josef Hubač tři roky vězení. Hmotnou škodu na vlakových soupravách vyčíslil soud na pět milionů Kčs. Zhruba třicet lidí, kteří se zapojili do záchranných prací, dostalo vyznamenání od prezidenta republiky Antonína Zápotockého.
Informace o tragédii v celostátním deníku Rudé právo, orgánu ÚV KSČ v neděli 27. prosince 1953 byla velmi stručná. Krátké oznámení s nadpisem „Úřední zpráva ministerstva dopravy“ na 18 řádcích obsahuje informaci o místu a čase neštěstí. Údaj o rozsahu tragédie a počtu obětí se omezil jen na větu: „Je větší počet mrtvých a raněných.“
Teprve roku 2011 byla obětem nehody odhalena ve stanici pamětní deska.

## Zajímavosti
Ironií osudu je, že ve vlaku sedělo také několik cestujících, kteří tři roky předtím přežili železniční nehodu v Podivíně (na téže trati 14 km odtud), při které zemřelo 34, podle jiného zdroje 37 lidí.
Další ironií osudu je skutečnost, že podobná, ale více tragická železniční událost postihla na ten samý den (24. prosince) a v ten samý rok (1953), Nový Zéland, kdy noční expres č. 626 z Wellingtonu do Aucklandu najel na povodní podemletý most Tangiwai (v tu dobu již bez dvou nosných pilířů, kdy koleje volně visely ve vzduchu) a následně se přibližně ve 22:15 zřítil do říčního koryta. V ten Štědrý den zemřelo 151 lidí. Tato největší železniční tragická událost v historii Nového Zélandu se stala zhruba 13,5 hodiny před tragédií v Šakvicích. Čerpáno z osobní návštěvy pietního místa na Novém Zélandu a na pietním místě pořízené fotodokumentace. 